# MTV Video Music Awards de 2025
O MTV Video Music Awards de 2025 será realizado em 7 de setembro de 2025, na UBS Arena, em Elmont, Nova Iorque, nos Estados Unidos. Homenageará os melhores videoclipes e canções lançados entre 20 de junho de 2024 e 18 de junho de 2025. O evento será transmitido pela MTV e, pela primeira vez, pela CBS e em streaming na Paramount+. O rapper LL Cool J será o apresentador.
Os indicados foram anunciados em agosto de 2025. Duas novas categorias, Melhor Artista Pop e Melhor Country, serão premiadas por meio de votos dos fãs. Lady Gaga lidera as indicações, com doze.

## Apresentações
| Artista(s)        | Canção(ões) |
| ----------------- | ----------- |
| Alex Warren       |             |
| Busta Rhymes      |             |
| J Balvin DJ Snake | "Noventa"   |
| Ricky Martin      |             |
| Sabrina Carpenter |             |
| Sombr             |             |

## Indicados
Os indicados foram anunciados em 5 de agosto de 2025. Lady Gaga liderou com 12 indicações. Ela é seguida por Bruno Mars, com 11; Kendrick Lamar, com 10; Rosé e Sabrina Carpenter, com oito cada. Ariana Grande e The Weeknd com sete cada; Billie Eilish com seis; Charli xcx com cinco e Bad Bunny, Doechii, Ed Sheeran, Jelly Roll, Miley Cyrus e Tate McRae com quatro indicações cada.

### Votação
| Vídeo do Ano - Ariana Grande – Brighter Days Ahead - Billie Eilish – "Birds of a Feather" - Kendrick Lamar – "Not Like Us" - Lady Gaga e Bruno Mars – "Die with a Smile" - Rosé e Bruno Mars – "Apt." - Sabrina Carpenter – "Manchild" - The Weeknd e Playboi Carti – "Timeless"                                                                     | Artista do Ano - Bad Bunny - Beyoncé - Kendrick Lamar - Lady Gaga - Morgan Wallen - Taylor Swift - The Weeknd |
| Canção do Ano - Alex Warren – "Ordinary" - Billie Eilish – "Birds of a Feather" - Doechii – "Anxiety" - Ed Sheeran – "Sapphire" - Gracie Abrams – "I Love You, I'm Sorry" - Lady Gaga e Bruno Mars – "Die with a Smile" - Lorde – "What Was That" - Rosé e Bruno Mars – "Apt." - Tate McRae – "Sports Car" - The Weeknd e Playboi Carti – "Timeless" | Artista Revelação - Alex Warren - Ella Langley - Gigi Perez - Lola Young - Sombr - The Marías |
| Melhor Artista Pop - Ariana Grande - Charli xcx - Justin Bieber - Lorde - Miley Cyrus - Sabrina Carpenter - Tate McRae | Performance Push do Ano - Agosto de 2024: Shaboozey – "A Bar Song (Tipsy)" - Setembro de 2024: Ayra Starr – "Last Heartbreak Song" - Outubro de 2024: Mark Ambor – "Belong Together" - Novembro de 2024: Lay Bankz – "Graveyard" - Dezembro de 2024: Dasha – "Bye Bye Bye" - Janeiro de 2025: Katseye – "Touch" - Fevereiro de 2025: Jordan Adetunji – "Kehlani" - Março de 2025: Leon Thomas – "Yes It Is" - Abril de 2025: Livingston – "Shadow" - Maio de 2025: Damiano David – "Next Summer" - Junho de 2025: Gigi Perez – "Sailor Song" - Julho de 2025: Role Model – "Sally, When the Wine Runs Out" |
| Melhor Colaboração - Bailey Zimmerman e Luke Combs – "Backup Plan" - Kendrick Lamar e SZA – "Luther" - Lady Gaga e Bruno Mars – "Die with a Smile" - Post Malone (com participação de Blake Shelton) – "Pour Me a Drink" - Rosé e Bruno Mars – "Apt." - Selena Gomez e Benny Blanco – "Sunset Blvd"                                                  | Melhor Pop - Alex Warren – "Ordinary" - Ariana Grande – Brighter Days Ahead - Ed Sheeran – "Sapphire" - Lady Gaga e Bruno Mars – "Die with a Smile" - Rosé e Bruno Mars – "Apt." - Sabrina Carpenter – "Manchild" |
| Melhor Hip Hop - Doechii – "Anxiety" - Drake – "Nokia" - Eminem (com participação de Jelly Roll) – "Somebody Save Me" - GloRilla (com participação de Sexyy Red) – "Whatchu Kno About Me" - Kendrick Lamar – "Not Like Us" - LL Cool J (com participação de Eminem) – "Murdergram Deux" - Travis Scott – "4x4"                                       | Melhor R&B - Chris Brown – "Residuals" - Leon Thomas e Freddie Gibbs – "Mutt (Remix)" - Mariah Carey – "Type Dangerous" - PartyNextDoor – "No Chill" - Summer Walker – "Heart of a Woman" - SZA – "Drive" - The Weeknd e Playboi Carti – "Timeless" |
| Melhor Alternativo - Gigi Perez – "Sailor Song" - Imagine Dragons – "Wake Up" - Lola Young – "Messy" - MGK e Jelly Roll – "Lonely Road" - Sombr – "Back to Friends" - The Marías – "Back to Me" | Melhor Rock - Coldplay – "All My Love" - Evanescence – "Afterlife (From the Netflix Series Devil May Cry)" - Green Day – "One Eyed Bastard" - Lenny Kravitz – "Honey" - Linkin Park – "The Emptiness Machine" - Twenty One Pilots – "The Contract" |
| Melhor Latino - Bad Bunny – "Baile Inolvidable" - J Balvin – "Rio" - Karol G – "Si Antes Te Hubiera Conocido" - Peso Pluma – "La Patrulla" - Rauw Alejandro e Romeo Santos – "Khé?" - Shakira – "Soltera" | Melhor K-Pop - Aespa – "Whiplash" - Jennie – "Like Jennie" - Jimin – "Who" - Jisoo – "Earthquake" - Lisa (com participação de Doja Cat e Raye) – "Born Again" - Stray Kids – "Chk Chk Boom" - Rosé – "Toxic Till the End" |
| Melhor Afrobeats - Asake e Travis Scott – "Active" - Burna Boy e Travis Scott – "TaTaTa" - Moliy, Silent Addy, Skillibeng, and Shenseea – "Shake It to the Max (Fly)" - Rema – "Baby (Is It a Crime)" - Tems e Asake – "Get It Right" - Tyla – "Push 2 Start" - Wizkid e Brent Faiyaz – "Piece of My Heart"                                          | Melhor Country - Chris Stapleton – "Think I'm in Love with You" - Cody Johnson e Carrie Underwood – "I'm Gonna Love You" - Jelly Roll – "Liar" - Lainey Wilson – "4x4xU" - Megan Moroney – "Am I Okay?" - Morgan Wallen – "Smile" |
| Melhor Álbum - Bad Bunny – Debí Tirar Más Fotos - Kendrick Lamar – GNX - Lady Gaga – Mayhem - Morgan Wallen – I'm the Problem - Sabrina Carpenter – Short n' Sweet - The Weeknd – Hurry Up Tomorrow | Melhor Vídeo em Formato Longo - Ariana Grande – Brighter Days Ahead - Bad Bunny – Debí Tirar Más Fotos (Short Film) - Damiano David – Funny Little Stories - Mac Miller – Balloonerism - Miley Cyrus – Something Beautiful - The Weeknd – Hurry Up Tomorrow |
| Vídeo para o Bem - Burna Boy – "Higher" - Charli xcx (com participação de Billie Eilish) – "Guess" - Doechii – "Anxiety" - Eminem (com participação de Jelly Roll) – "Somebody Save Me" - Selena Gomez e Benny Blanco – "Younger and Hotter Than Me" - Zach Hood (com participação de Sasha Alex Sloan) – "Sleepwalking"                             | |

### Categorias profissionais
| Melhor Direção - Ariana Grande – Brighter Days Ahead (Direção: Christian Breslauer) - Charli xcx (com participação de Billie Eilish) – "Guess" (Direção: Aidan Zamiri) - Kendrick Lamar – "Not Like Us" (Direção: Dave Free e Kendrick Lamar) - Lady Gaga – "Abracadabra" (Direção: Lady Gaga, Bethany Vargas e Parris Goebel) - Rosé e Bruno Mars – "Apt." (Direção: Bruno Mars e Daniel Ramos) - Sabrina Carpenter – "Manchild" (Direção: Vania Heymann e Gal Muggia) | Melhor Direção de Arte - Charli xcx (com participação de Billie Eilish) – "Guess" (Direção de arte: Daniel Lane) - Kendrick Lamar – "Not Like Us" (Direção de arte: Freyja Bardell) - Lady Gaga – "Abracadabra" (Direção de arte: Wesley Goodrich) - Lorde – "Man of the Year" (Direção de artes: Chad Keith and Jenny Lass) - Miley Cyrus – "End of the World" (Direção de arte: David Meyer) - Rosé e Bruno Mars – "Apt." (Direção de arte: Elizabet Puksto)                                        |
| Melhor Cinematografia - Ariana Grande – Brighter Days Ahead (Direção de fotografia: Jeff Cronenweth) - Ed Sheeran – "Sapphire" (Direção de fotografia: Nic Minns) - Kendrick Lamar – "Not Like Us" (Direção de fotografia: Xiaolong Liu) - Lady Gaga – "Abracadabra" (Direção de fotografia: Xiaolong Liu) - Miley Cyrus – "Easy Lover" (Direção de fotografia: Benoît Debie) - Sabrina Carpenter – "Manchild" (Direção de fotografia: Chris Ripley)                    | Melhor Edição - Charli xcx (com participação de Billie Eilish) – "Guess" (Edição: Neal Farmer) - Ed Sheeran – "Sapphire" (Edição: Liam Pethick) - Kendrick Lamar – "Not Like Us" (Edição: Chaz Smedley e Eddy Street Post) - Lady Gaga – "Abracadabra" (Edição: Sofia Kerpan) - Sabrina Carpenter – "Manchild" (Edição: Vania Heymann, Gal Muggia e Nick Rondeau) - Tate McRae – "Just Keep Watching" (Edição: William Town e Modern Post)                                                            |
| Melhor Coreografia - Doechii – "Anxiety" (Coreografia: Robbie Blue) - FKA Twigs – "Eusexua" (Coreografia: Zoi Tatopoulos) - Kendrick Lamar – "Not Like Us" (Coreografia: Charm La'Donna) - Lady Gaga – "Abracadabra" (Coreografia: Parris Goebel) - Tyla – "Push 2 Start" (Coreografia: Lee-ché Janecke) - Zara Larsson – "Pretty Ugly" (Coreografia: Zoi Tatopoulos)                                                                                                   | Melhores Efeitos Visuais - Ariana Grande – Brighter Days Ahead (Efeitos visuais: Mathematic) - Lady Gaga – "Abracadabra" (Efeitos visuais: Yeap Crew, Yura Karikh and Igor Eyth) - Rosé e Bruno Mars – "Apt." (Efeitos visuais: Maksymilian Rafal Ojster) - Sabrina Carpenter – "Manchild" (Efeitos visuais: Vania Heymann and Tal Baltuch) - Tate McRae – "Just Keep Watching" (Efeitos visuais: Daniel Saldivar and White Rhino VFX) - The Weeknd – Hurry Up Tomorrow (Efeitos visuais: Zeke Faust) |

### Prêmios especiais
Os recipientes dos prêmios Rock the Bells Visionary e Ícone Latino foram anunciados em 18 de agosto de 2025.
| Rock the Bells Visionary Award Busta Rhymes | Ícone Latino Ricky Martin |

## Artistas com mais indicações
| Indicações | Artista           |
| ---------- | ----------------- |
| 12         | Lady Gaga         |
| 11         | Bruno Mars        |
| 10         | Kendrick Lamar    |
| 8          | Rosé              |
| 8          | Sabrina Carpenter |
| 7          | Ariana Grande     |
| 7          | The Weeknd        |
| 6          | Billie Eilish     |
| 5          | Charli xcx        |
| 4          | Bad Bunny         |
| 4          | Doechii           |
| 4          | Ed Sheeran        |
| 4          | Jelly Roll        |
| 4          | Miley Cyrus       |
| 4          | Tate McRae        |
| 3          | Alex Warren       |
| 3          | Eminem            |
| 3          | Gigi Perez        |
| 3          | Lorde             |
| 3          | Morgan Wallen     |
| 3          | Playboi Carti     |
| 3          | Travis Scott      |
| 2          | Asake             |
| 2          | Benny Blanco      |
| 2          | Burna Boy         |
| 2          | Damiano David     |
| 2          | Leon Thomas III   |
| 2          | Lola Young        |
| 2          | Selena Gomez      |
| 2          | Sombr             |
| 2          | SZA               |
| 2          | The Marías        |
| 2          | Tyla              |